# AMC Javelin

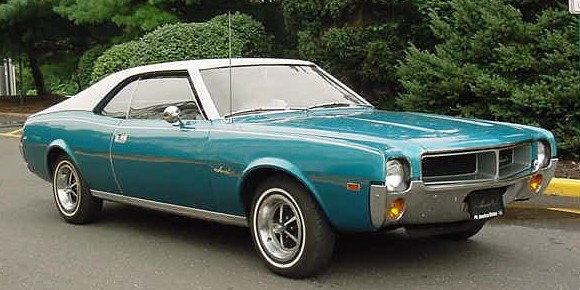
AMC Javelin SST (1969)

Der AMC Javelin war ein von Sommer 1967 bis Sommer 1974 produziertes Sportcoupé des US-amerikanischen Automobilherstellers AMC. Er zählte zur Klasse der sogenannten Pony-Cars und konkurrierte damit hauptsächlich mit dem Ford Mustang und dem Chevrolet Camaro. Der von Dick Teague gestylte Javelin war in verschiedenen Ausstattungs- und Motorisierungsvarianten erhältlich, vom sparsamen Pony Car bis hin zur Muscle Car-Variante. Neben der Fertigung in Kenosha, Wisconsin, wurden Javelins in Lizenz auch in Deutschland, Mexiko, auf den Philippinen, in Venezuela sowie in Australien montiert – und weltweit vermarktet. Der Name Javelin bedeutet Wurfspeer.
Auf der verkürzten Plattform des Javelin basierte der zweisitzige AMC AMX, der nur von Anfang 1968 bis Ende 1970 gefertigt wurde. Als Sieger der Trans-Am-Rennserien in den Jahren 1971, 1972 und 1976 war die AMX-Variante der zweiten Generation das erste Pony Car, das von einer amerikanischen Strafverfolgungsbehörde als Fahrzeug für Polizeiaufgaben auf der Autobahn eingesetzt wurde.

## Motoren
- 3,8-Liter-R6 (232 in3), 145/155 SAE-PS
- 4,2-Liter-R6 (258), 110 SAE PS
- 4,8-Liter-V8 (290 in3), 225 SAE-PS
- 5,0-Liter-V8 (304 in3), 150/210 SAE-PS
- 5,6-Liter-V8 (343 in3), 280 SAE-PS
- 5,9-Liter-V8 (360 in3), 175-220 SAE-PS
- 6,4-Liter-V8 (390 in3), 315/325 SAE-PS
- 6,6-Liter-V8 (401 in3), 340 SAE-PS

## Modelljahre

### 1967–1970

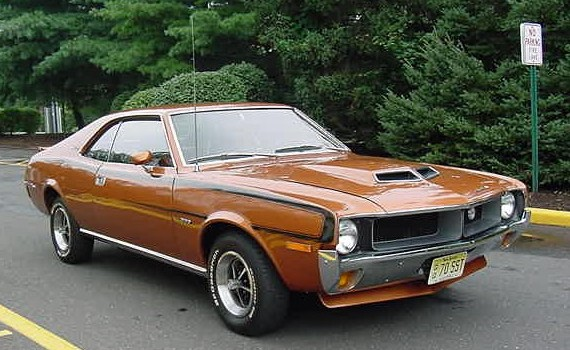
AMC Javelin SST (1970)

Im August 1967 präsentierte AMC den Javelin, der auf einen Prototyp aus dem Jahr 1966 zurückging. Die Preise begannen bei USD 2482. Das Auto enthielt mehrere Sicherheitsinnovationen, einschließlich der Verkleidung der A-Säule, die die erste industrielle Glasfaser-Sicherheitspolsterung erhielt, und die bündig montierten flache Türgriffe. Zur Einhaltung der National Highway Traffic Safety Administration (NHTSA) Sicherheitsstandards gab es äußere Seitenmarkierungsleuchten, Dreipunkt-Sicherheitsgurte und Kopfstützen für die Vordersitze als Serienausstattung, während der Innenraum frei von hellen Verkleidungen und blendenden Materialien war, um Blendungen zu reduzieren. Kleine Lüftungsfenster in den Türen waren nicht vorhanden. Die Belüftung des Fahrgastraumes war so konstruiert, dass sie die Innenluft durch Öffnungen in den Türen absaugte, welche durch einstellbare Klappen an der Unterseite der Türarmlehnen gesteuert werden konnte. Alle Javelin wurden mit dünnschaligen Sitzen ohne Federkern und einem vollständig mit Teppich ausgelegten Innenraum geliefert, während das SST-Modell zusätzliche Ausstattungsmerkmale wie verstellbare Vordersitzlehnen, Türverkleidungen mit Holzmaserung und ein Sportlenkrad aufwies. Die Instrumente und Bedienelemente des Javelin waren tief in ein gepolstertes Armaturenbrett eingelassen, der Rest des Armaturenbretts war weit nach vorne versetzt, weg vom Beifahrer.
Die Frontpartie des Wagens hatte den von AMC als „Twin-Venturi“-Look bezeichneten Grill, mit einer eingelassenen Wabenstruktur und außenliegenden Scheinwerfern. Passende Blinkleuchten waren in die Stoßstange eingelassen. Auf der Motorhaube befanden sich zwei simulierte aber funktionslose Lufteinlässe. Die Windschutzscheibe war um 59 Grad geneigt.
Die 1970er Modelle hatte ein neues Frontdesign mit einem breiten „Twin-Venturi“-Frontgrill, in dem die Scheinwerfer eingelassen waren, und eine längere Motorhaube. Das neue Heck war mit Rückleuchten in voller Breite und einem einzelnen, mittig montierten Rückfahrscheinwerfer gestaltet. Dieses Design war nur für ein Jahr erhältlich. Die Seitenmarkierungsleuchten wurden nun mit mehreren anderen AMC-Modellen geteilt. Die Außenspiegel hatten ein neues „Aero“-Design und passten in einigen Fällen zur Karosseriefarbe des Fahrzeugs. Zu den Verbesserungen der Generation gehörten auch eine neue Vorderradaufhängung mit Kugelgelenken, oberen und unteren Querlenkern, Schraubenfedern und Stoßdämpfern über den oberen Querlenkern, sowie Längsstreben an den unteren Querlenkern. Mit dem AMC Javelin 1970 wurde auch neues Sicherheitsglas von Corning eingeführt, das dünner und leichter war als herkömmliche Verbundglas-Windschutzscheiben (VSG). Dieses Spezialglas verfügte über eine chemisch gehärtete Außenschicht. Das Interieur für 1970 war ebenfalls nur in diesem einen Jahr verfügbar. Mit einem breiten Armaturenbrett (Holzmaserung bei den SST-Modellen), einer neuen Mittelkonsole, überarbeiteten Türverkleidungen und hohen Schalensitzen mit integrierten Kopfstützen, die in Vinyl, Cord oder optionaler Lederpolsterung erhältlich waren.
Mehrere Motoren standen für den Javelin im Angebot, von einem 3,8-Liter-Sechszylinder-Reihenmotor bis hin zu drei V8-Motoren, an der Spitze ein 5,6-Liter-V8-Motor mit Doppel-Registervergaser, lieferbar im sogenannten Go Package mit vorderen Scheibenbremsen mit Bremskraftverstärker, Doppelrohrauspuff und breiteren Reifen. Verfügbar waren weiterhin ein 4,8 Liter (290 in3) mit 200 brutto SAE-HP oder 225 brutto SAE-HP sowie der bereits erwähnte 5,6 Liter (343 in3) mit 280 brutto SAE-HP. Für Kunden, die mehr Wert auf eine besser Ausstattung legten, war der Javelin SST im Programm.
Die Fahrzeuge hatten vorne eine Einzelradaufhängung mit Schraubenfedern, hinten wurde eine starre Hinterachse an halbelliptischen Blattfedern geführt. Alle Javlins hatten hinten Trommelbremsen. Mit dem 280 SAE-PS-leistenden 5,6 Liter erreichte er eine Höchstgeschwindigkeit von 195 km/h und beschleunigte in 8,6 Sekunden von 0 auf 100 km/h.
Ab März 1968 wurde der AMX 390-Motor (6,4 Liter) im Javelin lieferbar. Ein Big-Bad-Paket bot auffällige Lackfarben (blau, orange, hellgrün) und einen ungewöhnlichen Dachspoiler. Vom Javelin wurden 1968 insgesamt 55.124 Fahrzeuge produziert, 1969 waren es nur 40.675.
Von Dezember 1968 bis Juli 1970 stellte das Unternehmen Karmann in seinem Werk in Rheine 281 Javelin aus CKD-Bausätzen her, die aus den USA geliefert wurden. Diese Javelin 79-K genannte Version gab es nur mit dem 5,6-Liter-Motor.

### 1971–1974

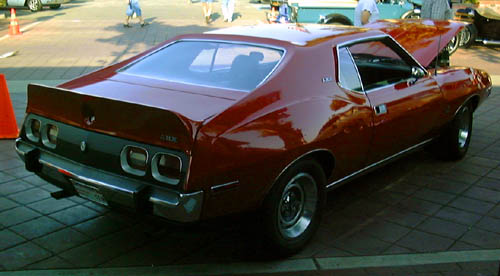
AMC Javelin AMX Pierre-Cardin-Edition (1973)

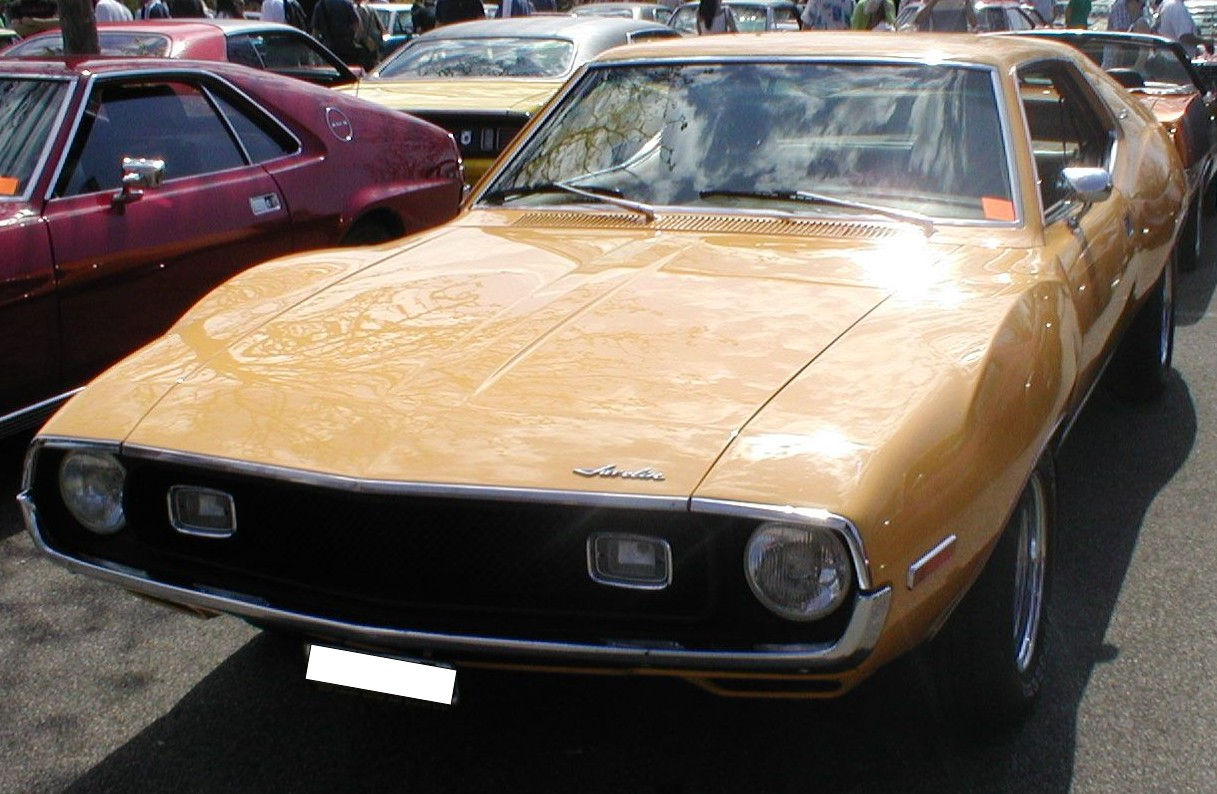
AMC Javelin (1974)

Im Herbst 1970 erhielt der Javelin eine neue Karosserie, an der verschiedene Details im Hinblick auf den Rennsporteinsatz in der Trans-Am-Serie gestaltet waren, etwa der integrierte Dachspoiler. Die zweite Generation wurde länger, niedriger, breiter und schwerer als ihr Vorgänger. Der Radstand wurde um 25 mm (1 Zoll) auf 2794 mm (110 Zoll) vergrößert. Das neue Design beinhaltete einen integrierten Dachspoiler. Die neue Karosserie wich von der sanften, eingezogenen Optik des Originals ab. Die ausgeprägten Wölbungen über den vorderen Radhäusern stießen aber fast durchwegs auf Ablehnung.
Die Motorenpalette reichte vom 3,8-Liter-Reihensechszylinder bis zum leistungsstarken 6,6-Liter-V8 (401 in3) mit Doppel-Registervergaser, der mit geschmiedeten Kurbelwelle und Pleuel Drehzahlfest bis 8000/min war und im Jahr 1971 eingeführt wurde.
Die Javelins des Modelljahres 1972 hatten einen neuen ovalen Frontgrill mit einem groben Rechteckmuster, das sich auf der Chromauflage über den Rückleuchten in voller Breite wiederholte. Die AMX-Version hatte weiterhin den bündigen Kühlergrill. Es wurden insgesamt 15 Außenfarben mit optionalen Seitenstreifen angeboten.
Die auf Wunsch erhältliche Pierre-Cardin-Innenausstattung hatte Sitzbezüge aus einem seidenähnlichen, aber robusten Stoff und ein Streifenmuster, das sich senkrecht über die Türtafeln und quer über den Dachhimmel erstreckte.
Nach der Einstellung des AMX gegen Ende 1970 stand die Bezeichnung für die sportliche Version des Javelin. Der Javelin AMX profitierte von den Erfahrungen auf der Rennstrecke; er gewann 1971 bis 1973 die Trans Am-Rennserie. Merkmale des zivilen AMX waren ein Kühlergrillgitter aus Edelstahl, eine Fiberglas-Motorhaube mit breiter Hutze sowie Front- und Heckspoiler.
Die Fertigung des Javelin endete im Sommer 1974 infolge nachlassenden Käuferinteresses. Im Unterschied zu anderen Pony-Cars war der Javelin aber bis zum Schluss auch mit den hubraumstärksten Motoren lieferbar.
Der AMC Javelin hat folgende Abmessungen:
- Länge: 4872 mm
- Breite: 1910 mm
- Radstand: 2794 mm

## Wissenswertes
In Deutschland montierte 1969 der Karosseriespezialist Karmann aus den USA angelieferte Teile zu kompletten Javelins. Nur 281 Autos wurden gebaut.
Auch in Australien gab es eine solche CKD-Produktion des Javelin; dort montierte das Unternehmen Australian Motor Industries den Javelin beider Generationen. Das nötige Rechtslenker-Armaturenbrett wurde vor Ort gefertigt.
Die Polizei von Alabama fuhr 1971/72 Javelins mit dem 6,6-Liter-V8 als Streifenwagen.